# Trần Đắc Tài
Trần Đắc Tài (chữ Hán: 陳得才, ? – 1864), còn có tên là Trần Đức Tài, người huyện Đằng, Quảng Tây, tướng lãnh Thái Bình Thiên Quốc, được phong Phù vương.

## Tham gia khởi nghĩa
Ông là chú họ của Anh vương Trần Ngọc Thành, gia nhập Thái Bình Thiên Quốc năm 1851, theo Ngọc Thành chinh chiến ở Hoàn Tây (tây bộ An Huy) nhiều năm, được phong Phù vương. Năm Đồng Trị đầu tiên (1862), nhận lệnh đi tây bắc mở rộng lực lượng; trên đường nghe tin Ngọc Thành bị vây ở Lư Châu , quay về cứu viện không kịp. Thiên vương Hồng Tú Toàn giữ lại sách lược của Ngọc Thành, sai Đắc Tài tiếp tục đi tây bắc. Ông qua lại ở 1 dải Thiểm Tây, Hán Thủy, trong 2 năm thu được hơn 10 vạn nghĩa quân.

## Trở về Hoàn Tây
Năm thứ 3 (1864), Đắc Tài quay về cứu Thiên Kinh, đến (thôn) Tùng Tử Quan  - giao giới Hà Nam và Hồ Bắc – thì nghe tin Thiên Kinh thất thủ. Ông vào lúc hoang mang, quyết định định tiến vào tây bộ An Huy, nhưng quan quân đang men theo Trường Giang tập kết tại khu vực này; thêm nữa, đất này nhiều năm nổ ra chiến sự, dân cư lưu tán, mất đi nguồn cung cấp quân nhu cho nghĩa quân. Đắc Tài đành bỏ về tây bắc, trên đường đã đánh phá Kỳ Châu, hạ Thương Thành.

## Liều lĩnh lên bắc
Vừa hạ được Thiên Kinh, quan quân còn chưa tập hợp, Đắc Tài muốn vào Tùng Tử Quan, rồi lên bắc cướp Diệp Tập  để tìm lương thực. Nhưng Trương Diệu ngăn giữ (trấn) Kim Gia Trại , tiền đội của nghĩa quân do Hỗ vương Lam Thành Xuân chỉ huy không đánh nổi, nên ông bèn chạy đi (trấn) Lưu Ba . Tại Lưu Ba, nghĩa quân còn chưa vững chân, đề đốc Trương Đắc Thắng từ Lục An đuổi đến, Đắc Tài đưa quân nhắm hướng đông mà chạy. Đến (trấn) Chư Phật Am, trước là Hoắc Sơn, sau là quan quân, ông cho rằng nghĩa quân đang đói kém sẽ khó lòng giao chiến, bèn đưa quân nam tiến, nhằm đến Anh Sơn. Vào lúc Lam Thành Xuân đến (trấn) Mạn Thủy Hà , Tăng Cách Lâm Thấm đưa kỵ binh Mông Cổ ở Trung Giới Lĩnh  ngăn trở. Đắc Tài tự đưa 1 cánh quân đi dò đường, từ (thôn) Đạo Sĩ Xung  sang sông, muốn vượt Tây Giới Lĩnh  để tập kích Anh Sơn. Ông nhận ra quan quân đã giữ chặt mọi hướng, đành dừng quân ở Trường Sơn Xung , cách Tây Giới Lĩnh 5 km, cách Mạn Thủy Hà 15 km.

## Rơi vào trùng vây
Hạ tuần tháng 9, Trương Tông Vũ đưa quân Niệp đến cứu Đắc Tài, hội quân ở Hắc Thạch Độ. 15 vạn liên quân Thái Bình – Niệp bị quan quân vây khốn ở 1 dải Hắc Thạch Độ - Điếu Ngư Đài - Đạo Sĩ Xung - Mạn Thủy Hà dài hơn 50 km: tây bắc có Trương Diệu, Trương Đắc Thắng; đông có Anh Hàn, Quách Bảo Xương (cánh quân này đuổi theo Tông Vũ), nam có Tăng Cách Lâm Thấm. Ngày 6 tháng 10, quan quân toàn diện công kích, đôi bên kịch chiến, tử thương mấy vạn người. Nghĩa quân đã nhiều tháng chịu đói kém, quan quân nắm rõ tình hình nên dốc sức tấn công. Nghĩa quân càng đánh càng bại, toàn tuyến tan rã, Mã Dung Hòa đầu hàng, Lam Thành Xuân bị bộ hạ làm phản, Trương Tông Vũ bỏ chạy đi hội họp với Lại Văn Quang, riêng Đắc Tài ở Trường Sơn Xung tuyệt vọng, uống thuốc độc tự sát.